# Dolasterope johansoni
Dolasterope johansoni är en kräftdjursart som beskrevs av Poulsen 1965. Dolasterope johansoni ingår i släktet Dolasterope och familjen Cylindroleberididae. Inga underarter finns listade i Catalogue of Life.